# 傑米·巴克 (網球運動員)
傑米·巴克（Jamie Baker，1986年8月5日—）是一位英國職業網球運動員，2004年轉職業，2013年宣布退役。他的职业生涯单打最高世界排名是第186名，双打最高世界排名是第306名。

## 外部連結
- 巴克（英文/西班牙文）的官方資料
- 巴克的國際網球總會 職業／青少年 官方資料（英文）
- 巴克的官方資料（英文）